# McLaren Flat
McLaren Flat är en del av en befolkad plats i Australien. Den ligger i kommunen Onkaparinga och delstaten South Australia, omkring 32 kilometer söder om delstatshuvudstaden Adelaide. Antalet invånare är 968.
Närmaste större samhälle är Morphett Vale, omkring 11 kilometer nordväst om McLaren Flat. 
Trakten runt McLaren Flat består till största delen av jordbruksmark. Runt McLaren Flat är det ganska glesbefolkat, med 50 invånare per kvadratkilometer. Genomsnittlig årsnederbörd är 729 millimeter. Den regnigaste månaden är juni, med i genomsnitt 133 mm nederbörd, och den torraste är december, med 21 mm nederbörd.